# One Silver Dollar
Pour les articles homonymes, voir Silver et Dollar (homonymie).
Clip vidéo
[vidéo] « Marilyn Monroe - One Silver Dollar (1954) », sur YouTube
 One Silver Dollar (1 dollar en argent, en anglais) est une chanson d'amour américaine, composée par Lionel Newman, avec des paroles de Ken Darby, interprétée  par Marilyn Monroe, pour la musique du film Rivière sans retour de la 20th Century Fox de 1954. Cette chanson est éditée sur de nombreuses compilations de sa carrière. 

## Historique

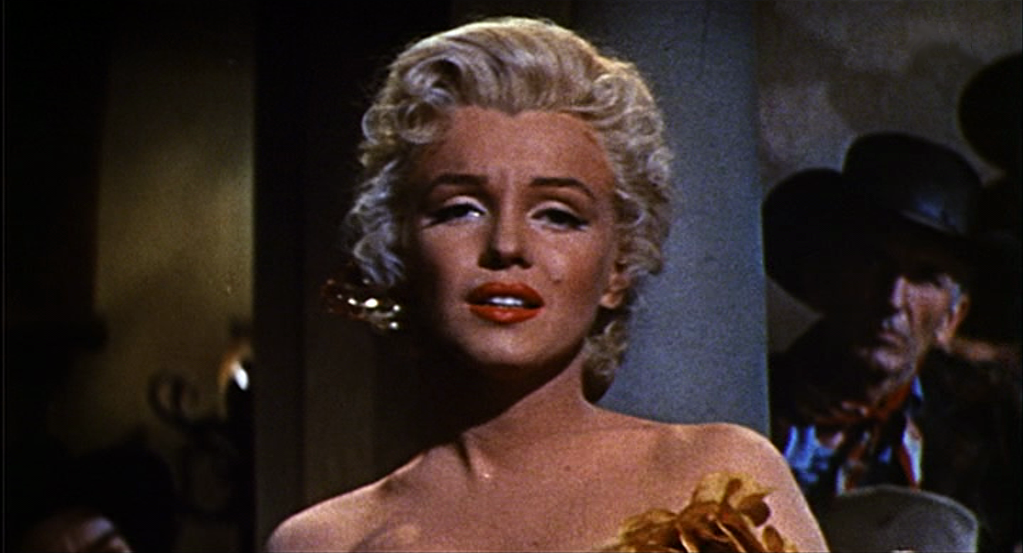
Marilyn Monroe, dans le film Rivière sans retour de 1954.

Cette chanson d'amour est écrite et composée en 1954 pour le film western Rivière sans retour, de la 20th Century Fox, avec les deux stars d'Hollywood Marilyn Monroe et Robert Mitchum,. Kay (Marilyn) l’interprète en tant que jeune chanteuse de saloon au début du film, en s’accompagnant à la guitare, avant de partir, à la fin du film, vivre l'aventure de la conquête de l'Ouest des Rocheuses canadiennes, avec Matt Calder (Robert Mitchum) et son fils, en interprétant sa chanson Rivière sans retour (chanson). Elle compare l'amour, dans sa chanson, a une pièce de un dollar qui passe de mains en mains, et de cœur en cœur « Un dollar d'argent, brillant dollar d'argent, changeant de mains, changeant de main, roulant sans cesse, gaspillé et volé, changeant de mains. L'amour est un dollar brillant, brillant comme le carillon des cloches d'une église, parié et dépensé, et gaspillé, et perdu dans la poussière du temps, changeant de cœurs, changeant de vies, changeant de mains... ».
À l'image du scénario du film, Marilyn Monroe épouse en janvier 1954 la légende du baseball américain Joe DiMaggio, et déclare alors à la presse « Ma principale ambition est, maintenant, de me consacrer à mon mariage ».

## Cinéma, musique de film
- 1954 : Rivière sans retour , d'Otto Preminger, interprétée par Marilyn Monroe

## Chansons de Marilyn Monroe, du film
- River Of No Return
- One Silver Dollar
- I'm Gonna File My Claim
- Down In The Meadow

## Reprises
Le groupe Vaya con Dios reprend la chanson dans son premier album (1988). Armande Altaï en tire une adaptation française, intitulée Rêve sans retour, dont le texte rend hommage au destin de Marilyn Monroe (album Nocturne flamboyant, 1983).